# Aganoptila
Aganoptila is een geslacht van vlinders uit de familie prachtmotten (Cosmopterigidae).

## Soorten
- A. durata Meyrick, 1922
- A. immolata (Meyrick, 1931)
- A. phanarcha Meyrick, 1915